# Рокунохе
Рокунохе (яп. 六戸町 Рокунохэ-мати) — посёлок в Японии, находящийся в уезде Камикита префектуры Аомори. Площадь посёлка составляет 84,06 км², население — 10 849 человек (1 августа 2014), плотность населения — 129,06 чел./км².

## Географическое положение
Посёлок расположен на острове Хонсю в префектуре Аомори региона Тохоку. С ним граничат города Товада, Мисава и посёлки Тохоку, Оирасе, Гонохе.

## Население
Население посёлка составляет 10 849 человек (1 августа 2014), а плотность — 129,06 чел./км². Изменение численности населения с 1980 по 2005 годы:
| 1980 | 10 532 чел. |  |
| 1985 | 10 931 чел. |  |
| 1990 | 10 615 чел. |  |
| 1995 | 10 523 чел. |  |
| 2000 | 10 481 чел. |  |
| 2005 | 10 430 чел. |  |

## Символика
Деревом посёлка считается клён, цветком — цветок сакуры, птицей — полевой жаворонок.